# Reckendorf (Heiligenstadt in Oberfranken)

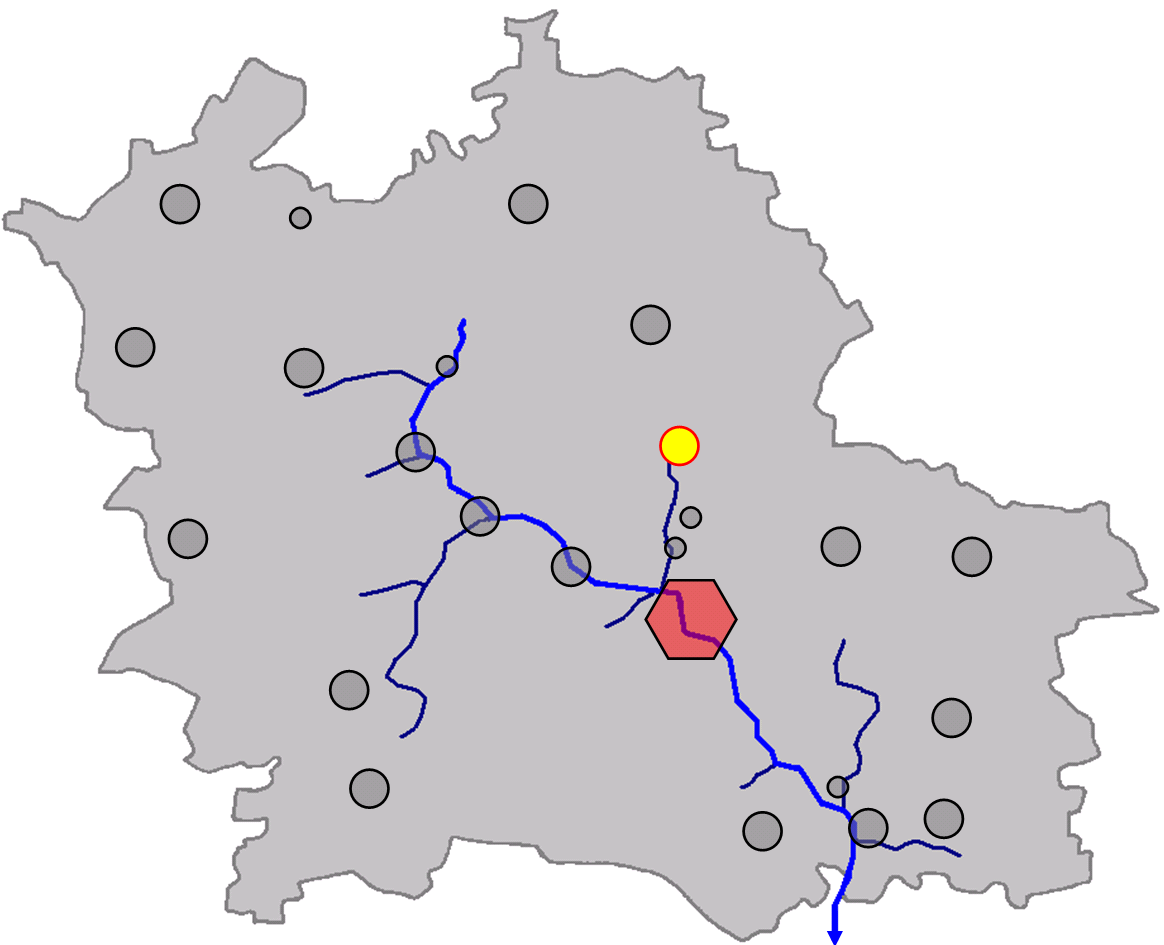
Lage Reckendorfs im Markt Heiligenstadt in Oberfranken

Reckendorf (bambergisch: Reggndäf) ist ein Gemeindeteil des Marktes Heiligenstadt i.OFr. im oberfränkischen Landkreis Bamberg in Bayern. Der Ort hat 80 Einwohner.

## Geographie
Das Dorf liegt in der Fränkischen Schweiz auf einer Höhe von 380 m ü. NHN in einem von Nord nach Süd verlaufenden Seitental der Leinleiter, zwei Kilometer nördlich von Heiligenstadt.

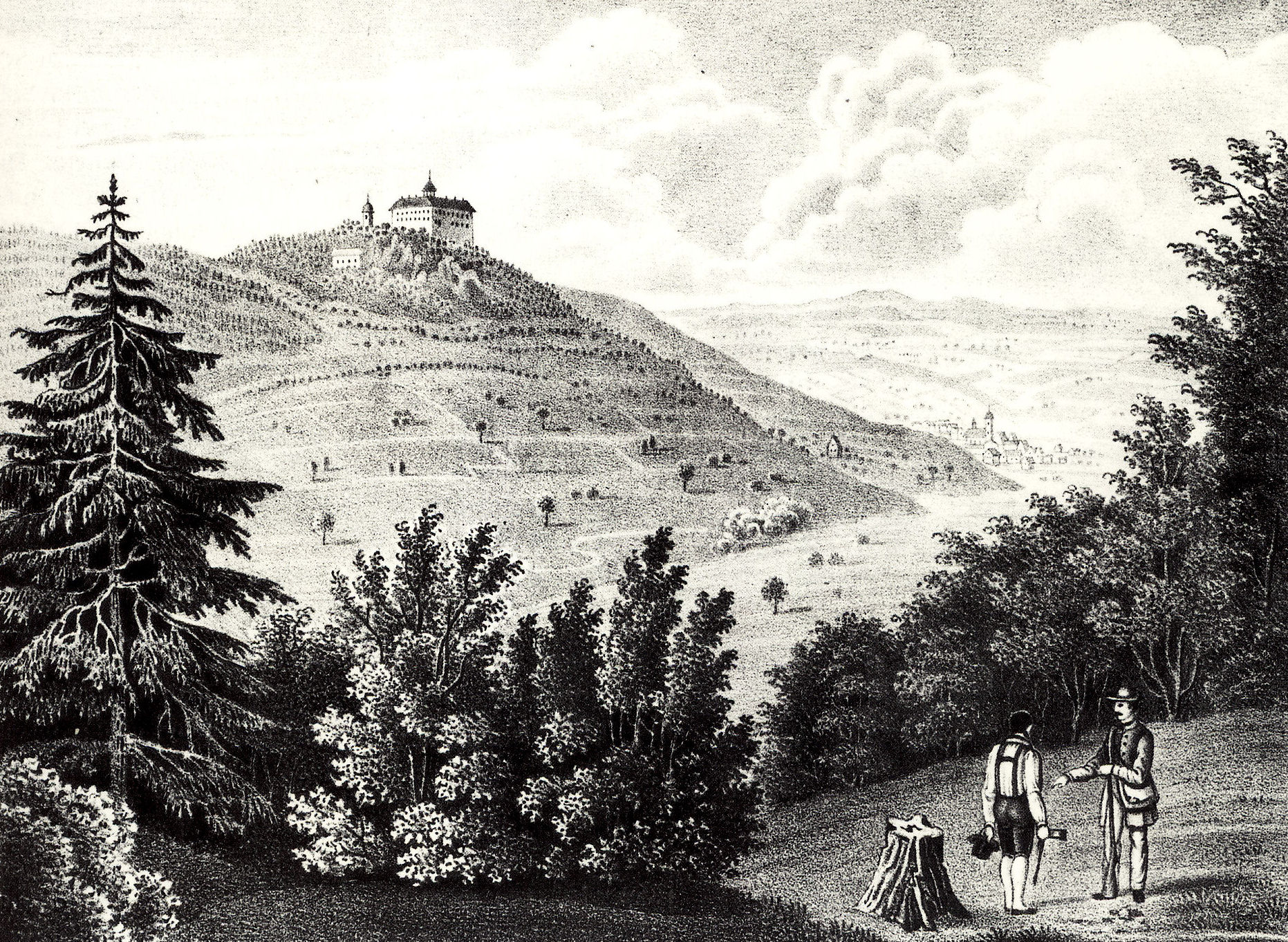
Blick von Reckendorf auf das Schloss Greifenstein
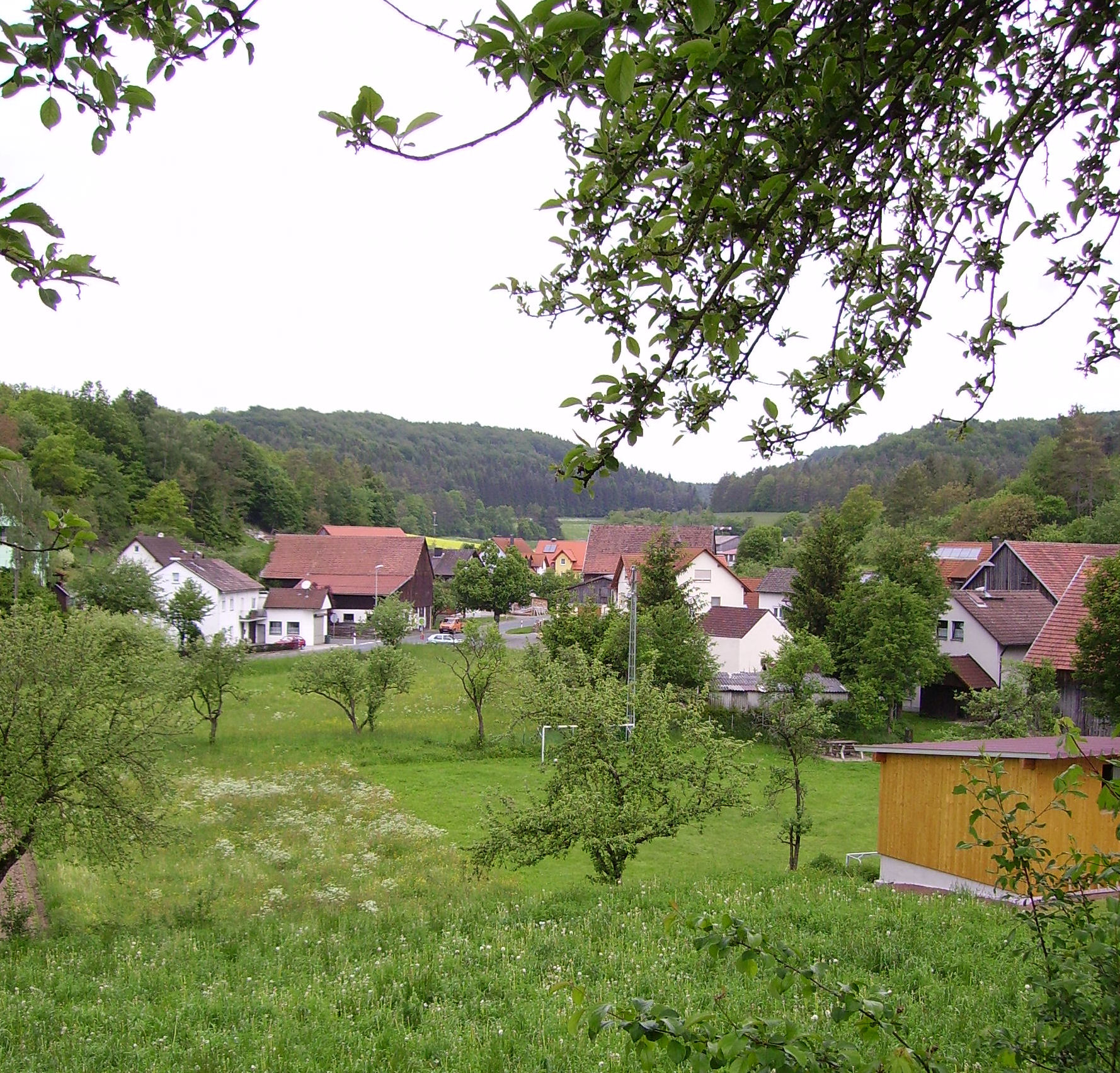
Ortsbild
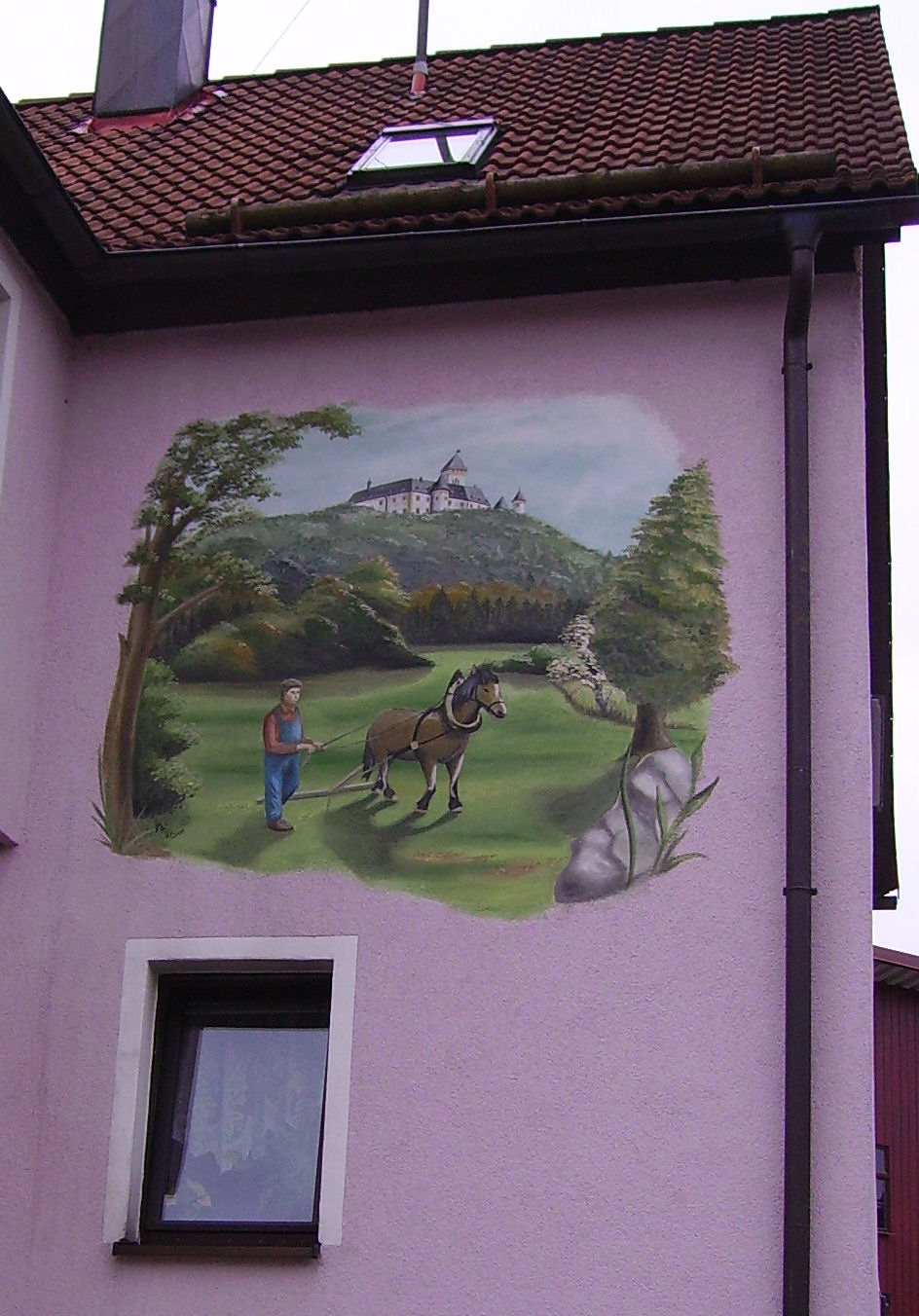
Wandbild
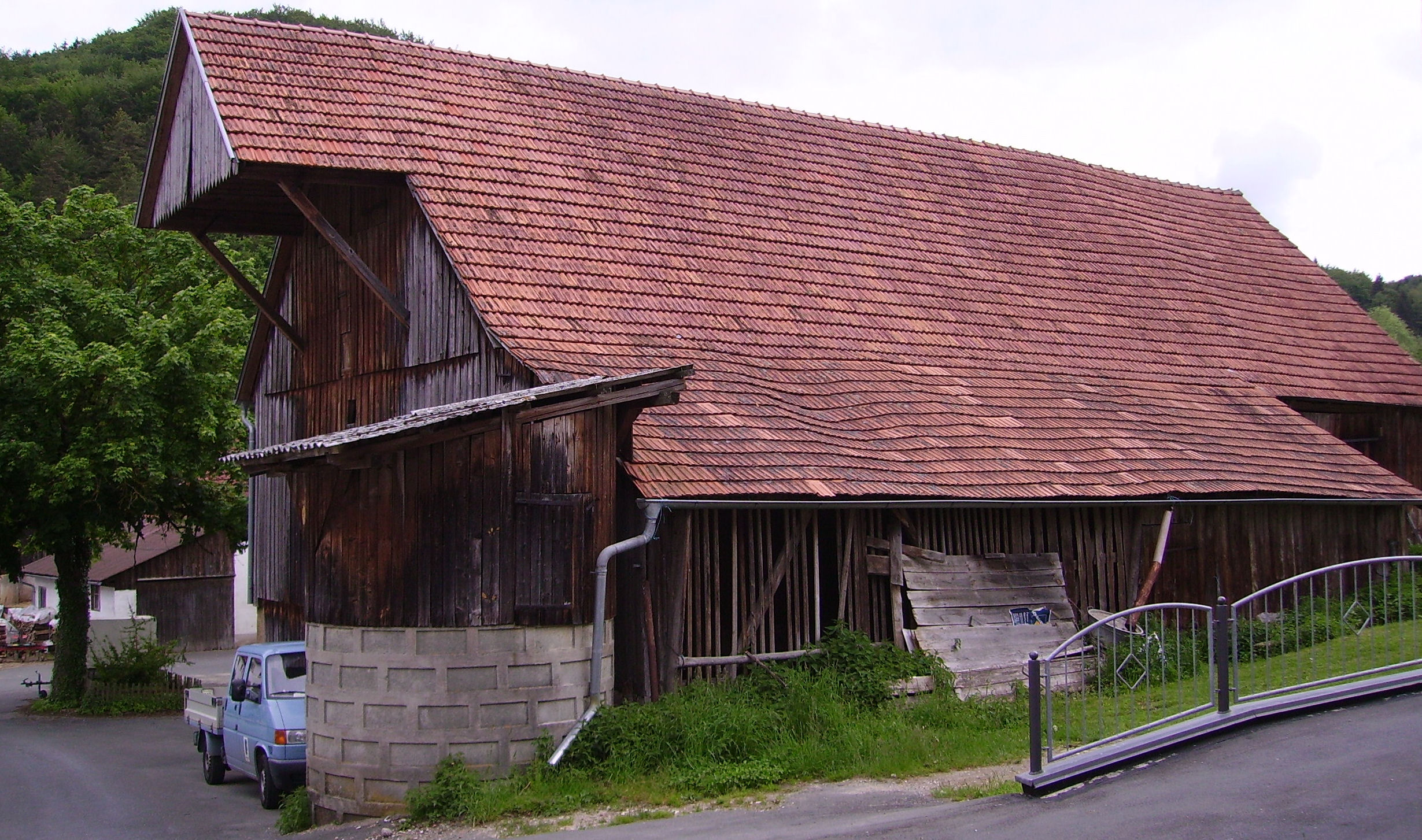
Scheune

## Geschichte
Der Ort ist im Rechtsbuch des Bischofs Friedrich von Hohenlohe 1348 als ein zum Rittergut Greifenstein gehörendes bambergisches Lehen aufgeführt und wurde im Jahr 1339 mit einem Anteil von Greifenstein dem Bischof überlassen. Es ist anzunehmen, dass der Ort so alt ist wie die Burg Greifenstein.
Vor der Gebietsreform in Bayern gehörte Reckendorf zur Gemeinde Stücht und wurde mit dieser am 1. Januar 1971 in den Markt Heiligenstadt in Oberfranken eingegliedert.

### Name
Reckendorf ist vermutlich nach einem früheren Grundherren Recko benannt.

### Topographische Beschreibung von 1752
In Biedermanns Topographischer Beschreibung aus dem Jahr 1752 wird Reckendorf folgendermaßen geschildert:
„Reckendorf; ein kleines Dorf mit 13 Haushaltungen am Reckenbächlein zwischen Brunn, Greifenstein und Heiligenstadt, gehört lediglich dem Herrn Baron von Stauffenberg ins Schloß Greifenstein und zum Ritterkanton Gebürg Eben derselbe besitzet die Dorfs- und Gemeinherrschaft, Vogteilichkeit, hohe und niedere Jagd, gesamte Mannschaften und den Zehnten und überläßt dem Amt Ebermannstadt die hohe Gerechtigkeit.
Vor Zeiten war dieser Ort ein Streitbergisches Pertinenz zum Schloß Greifenstein.
Die Einwohner bekennen sich alle zur evangelischen Religion und pfarren zur Kirche nach Heiligenstadt. Das Reckenbächlein kommt von Brunn herunter.“
Der Bamberger Privatgelehrte Joseph Heller schilderte Reckendorf in seiner Beschreibung des Muggendorfer Gebirges im Jahr 1829 folgendermaßen:
„Reckendorf, ein unbedeutendes Dörfchen mit 13 Häusern und 70 Einwohnern, liegt im Landgericht Ebermannstadt, in der Nähe von Greifenstein.“